# Франческо IV Гонзага
Вижте пояснителната страница за други личности с името Франческо Гонзага.
Франческо Гонзага (на италиански: Francesco IV Gonzaga; 7 май 1586 г., Мантуа, Херцогство Мантуа, † 22 декември 1612, пак там) е член на династията Гонзага, 5-ти херцог на Мантуа под името Франческо IV и 3-ти херцог на Монферат под името Франческо II от 1612 г.

## Произход
Той е най-големият син на престолонаследника Винченцо Гонзага, който година по-късно става херцог на Мантуа и Монферат под името Винченцо I (* 1562, † 1612), и на втората му съпруга, принцеса Елеонора де Медичи (* 1566 – 1611). Негови дядо и баба по бащина линия са Гулиелмо Гонзага и ерцхерцогиня Елеонора Австрийска, а по майчина –  Франческо I де Медичи, велик херцог на Тоскана и ерцхерцогиня Йохана Австрийска. Двете му баби са сестри. Вуйна му е Мария де Медичи, кралицата на Франция и майка на крал Луи XIII. Има трима братя и две сестри:
- Фердинандо (* 1587, † 1626), кардинал, 6-и херцог на Мантуа и 4-ти херцог на Монферат, съпруг на Камила Ретичина и на Катерина де Медичи
- Гулиелмо Доменико (* 1589, † 1591)
- Маргарита (* 1591, † 1632), херцогня на Лотарингия като съпруга на Хайнрих II
- Винченцо II (* 1594, † 1627), кардинал, 7-и херцог на Мантуа и 5-и херцог на Монферат 1626, съпруг на Изабела Гонзага ди Новелара
- Елеонора (* 1598, † 1655), императрица на Свещената римска империя като съпруга на Фердинанд II

Има и двама полубратя и две полусестри от две извънбрачни връзки на баща си.

## Биография
Раждането му е тържествено отпразнувано в двора в Мантуа, тъй като то окончателно премахва от баща му подозренията за импотентност и безплодие, възникнали в резултат на първия му неуспешен брак с Маргарита Пармска. Седмица по-късно Франческо е кръстен от кардинал Агостно Валиеро и бъдещия кардинал Джанфранческо Морозини. 
В двора се обръща голямо внимание на образованието на престолонаследника. Наред с църковните дисциплини и езици Франческо изучава и точните науки. Той се интересува от ботаника и математика. Обича да се състезава в турнири. Негови учители са свещеникът Антонио Фалкарио, Луиджи Гуацо, Джовани Антонио Маджини. Последният му посвещава труда „За разумното в астрологията“ (De astrologica ratione, 1607). Същата година композиторът Клаудио Монтеверди му посвещава своето „Музикално скерцо за три гласа“. Същият композитор му посвещава операта си „Орфей“, чиято премиера, с кастрата Джовани Гуалберто Мали в главната роля, се състои в двора на херцозите на Мантуа и има триумфален успех.
Веднага след раждането си Франческо получава титлата „маркграф на Виадана“. В края на април 1606 г. в Мантуа той представлява страната на младоженеца на церемонията по сключване на брак чрез пълномощно на сестра му Маргарита с херцога на Лотарингия Хайнрих II.
През 1604 г. преговорите между дворовете на Мантуа и Торино относно сватбата на престолонаследника Франческо и принцеса Маргарита са възобновени. Бракът има за цел да сложи край на спора между домовете Гонзага и Савоя за Херцогство Монферат. Испания се противопостави на династичния съюз, понеже се опасява от сближаване между Мантуа и Торино. Преговорите обаче са успешни и на 18 февруари 1608 г. херцогът на Мантуа и Монферат и неговият наследник пристигат в столицата на Савойското херцогство. На следващия ден Франческо Гонзага се жени за Маргарита Савойска, най-голямата дъщеря на херцог Карл Емануил I Савойски. Младоженците остават в Торино до средата на май, след което отиват в Мантуа, където сватбените тържества продължават. Имат три деца.
След като жени престолонаследника, херцог Винченцо I го изпраща от Мантуа в Казале, където той управлява Херцогство Монферат от името на баща си. 
След смъртта на Винченцо I на 18 февруари 1612 г. Франческо Гонзага става 5-ти херцог на Мантуа под името Франческо IV и 3-ти херцог на Монферат под името Франческо II. Той има и титлите „граф на Родиго“ и „принц на Свещената Римска империя“. Новият херцог се стреми да намали дворцовите разходи, за да укрепи държавните финанси, които са в окаяно състояние. Той се отказва от всичко, което смята за излишно, включително услугите на придворния композитор Клаудио Монтеверди, но не успява да се откаже от страстта си към развъждане на кучета.
По време на неговото управление, което продължава няколко месеца, почти избухва военен конфликт между Мантуа и Парма. Причина за изострянето на отношенията между херцогствата са обвиненията на херцога на Парма в организиране на заговор срещу него от покойния му баща, херцога на Мантуа. Ескалацията на конфликта е предотвратена от резервираната позиция на тъста му Франческо и епидемията от едра шарка. Няколко седмици след смъртта на едногодишния му син, самият херцог умира от едра шарка на 22 декември 1612 г. на 26 г. Погребан е в базиликата „Санта Барбара“ в Мантуа. Негов наследник става средният му брат. Преждевременната смърт на Франческо и липсата на пряк мъжки наследник стават причина за подновяване на конфликта за земите на Херцогство Монферат между Мантуа и Торино.

## Брак и потомство
∞ 19 февруари 1608 в Торино за принцеса Маргарита Савойска (* 28 април 1589, † 26 юни 1655), дъщеря на херцог Карл Емануил I Савойски и Каталина-Микаела Испанска, от която има един син и две дъщери:
- Мария Гонзага (* 29 юли 1609, † 14 август 1660), наследница на херцогствата Мантуа и Монферат, ∞ 25 декември 1627 в Мантуа за Карло II Гонзага (1609 – 1631), херцог на Невер и Ретел, от когото има син и дъщеря
- Луиджи Гонзага (* 27 юни 1611, † 3 август 1612), маркграф на Виадана от 9 декември 1612
- Елеонора Гонзага (* 12 септември 1612, † 13 септември 1612)